# Vibilij
Vibilij  (latinsko Vibilivs) je bil kralj Hermundurov, ki je vladal v 1. stoletju n. št. 
Omenjen je v Analih rimskega zgodovinarja Tacita. Po Tacitovih zapisih  je odstavil markomanskega kralja Katvaldo, ki je pred tem leta 18 n. št. odstavil kralja Maroboda. Katvaldo je nasledil od Rima odvisni kvadski kralj Vanij. Leta 50 n. št. sta Vanijeva nečaka Vangion in Sidon s pomočjo Vibilija in Lugov odstavila svojega strica in sama zavladala kot od Rima odvisna kralja.

## Sklica
1. ↑  Tacitus. The Annals. 2.63.
2. ↑  Tacitus. The Annals. 12.29.